# Paul Scharner
Paul Josef Herbert Scharner (* 11. März 1980 in Scheibbs, Niederösterreich) ist ein ehemaliger österreichischer Fußballspieler.

## Karriere
Scharner verbrachte seine Kindheit und Jugend in Purgstall/Erlauf und spielte dort erstmals bei der ansässigen SVg Purgstall in einer Fußballmannschaft. Nach fünf Jahren in den Bundesnachwuchszentren von St. Pölten und Wien gab er sein Debüt in der österreichischen Bundesliga am 24. April 1999 beim 3:0-Heimsieg seines damaligen Vereins FK Austria Wien gegen SV Ried. Bei der Wiener Austria stieg Paul Scharner zum Nationalspieler auf; er gab sein Debüt am 17. April 2002 in der Startformation gegen Kamerun. In der Saison 2002/03 konnte er mit der Austria österreichischer Meister werden und auch den ÖFB-Cup gewinnen und sich im Nationalteam einen Stammplatz in der Innenverteidigung erarbeiten.
Am 19. Oktober 2003 kam es zum Zerwürfnis mit Trainer Joachim Löw, als er sich trotz des 0:1-Rückstands im Spiel gegen den Grazer AK weigerte, eingewechselt zu werden, weil er nicht an seiner angestammten Position spielen durfte. Paul Scharner wurde daraufhin entlassen und wechselte zum Ligakonkurrenten SV Austria Salzburg und schließlich zum norwegischen Verein Brann Bergen. In Bergen wurde er 2005 von den Fans zum Spieler des Jahres gewählt und konnte 2004 mit dem Sieg im norwegischen Cup gegen Lyn Oslo auch einen Titel gewinnen. Mit dem Wechsel nach Norwegen war Paul Scharners Engagement im Nationalteam vorerst beendet, jedoch durfte er im Oktober 2005 im Spiel gegen England wieder für den ÖFB spielen.
Am 22. Dezember 2005 unterschrieb er einen Vertrag für dreieinhalb Jahre bei Wigan Athletic und wechselte für die Ablösesumme von 3,67 Millionen Euro zum englischen Premier-League-Klub. Er erreichte bei seinem Klub gleich einen „Traumeinstand“, als er bei seinem Debüt am 10. Jänner 2006 das 1:0-Siegestor gegen Arsenal im Carling Cup erzielte. Sein erstes Meisterschaftstor für Wigan erzielte er am 31. Jänner 2006 gegen FC Everton in der 45. Spielminute. Er ist damit der zweite Österreicher, der in der Premier League ein Tor erzielen konnte. Emanuel Pogatetz kam ihm um einige Minuten am gleichen Spieltag zuvor. Obwohl sich Paul Scharner in der Premier League als Stammspieler etablieren konnte, erklärte Teamchef Josef Hickersberger am 24. August 2006 ihn nicht mehr ins Nationalteam einberufen zu wollen. Vorausgegangen war ein Telefonat, in dem Scharner „die unprofessionellen Strukturen beim ÖFB“ kritisiert hatte.
Nachdem Karel Brückner das Amt des Teamchefs übernommen hatte, wurde Scharner für das Freundschaftsspiel gegen Italien am 20. August 2008 nachnominiert, in dem er zum ersten Einsatz nach zwei Jahren kam.
Nachdem er 2010 zum Ligakonkurrenten West Bromwich Albion gewechselt war, wurde er auch dort Stammspieler. Anfang August 2012 wechselte Scharner zum Bundesligisten Hamburger SV. Er unterzeichnete einen Zweijahresvertrag bei den Hamburgern und trug die Rückennummer 20.
Kurz vor dem Freundschaftsspiel gegen die Türkei am 15. August 2012 verließ Scharner nach einem Streit mit Teamchef Marcel Koller das Trainingslager der österreichischen Nationalelf. Scharner hatte für das Spiel gegen die Türkei einen Stammplatz gefordert, wurde aber von Koller auf die Ersatzbank gesetzt. Nach einem Interview mit der Zeitschrift "News", in dem Scharner den Nationaltrainer negativ kritisiert und als Handlanger des ÖFB dargestellt hatte, wurde er vom ÖFB-Präsidium für alle Länderspiele lebenslang gesperrt.
Ende Jänner 2013 wechselte Scharner auf Leihbasis bis zum Saisonende 2012/13 zu seinem ehemaligen Klub Wigan Athletic und gewann den FA Cup. Im August 2013 wurde sein Vertrag mit dem HSV aufgelöst. Am 1. September 2013 beendete er seine aktive Fußballkarriere.
Im Jänner 2019 gab der niederösterreichische Fünftligist SC Melk bekannt, dass Scharner die Mannschaft für die Rückrunde verstärken würde. Nach elf Ligaeinsätzen und einem -tor von Scharner beendeten die Melker die Saison auf Rang 7.
Nach seinem Karriereende als Aktiver war er zeitweise auch als Fußballtrainer im Nachwuchsbereich tätig. So betreute er etwa als Jugendtrainer den SV Wienerwald (2015 bis 2017), wo er zusätzlich als stellvertretender Jugendleiter tätig war, sowie den Union FK Hagenbrunn (2017 bis 2018). Bei den Hagenbrunnern hatte er zudem über einen Zeitraum von fast fünf Jahren (2017 bis 2022) die Funktion des sportlichen Leiters inne. Seit Mai 2018 ist Scharner im Besitz der UEFA-B-Trainerlizenz. Ab Herbst 2019 war er zudem Jugendtrainer beim SV Leobendorf, beendete sein dortiges Engagement jedoch wenige Monate später aufgrund der COVID-19-Pandemie. Von November 2022 bis Jänner 2023 war er kurzzeitig als U-15-Trainer beim SKN St. Pölten aktiv. In dieser Zeit war er (seit Sommer 2022) beim damaligen Zweitligisten als Jugendleiter engagiert und übte diese Tätigkeit bis Jänner 2024 aus.

## Sonstiges
Scharner absolvierte 1999 die Fachschule für Elektrotechnik der HTL Hollabrunn und ist nach seiner Fußballkarriere im Immobiliengeschäft tätig.
Im August 2015 veröffentlichte er seine Autobiografie Position Querdenker: Wie viel Charakter verträgt eine Fußballerkarriere? Dabei kritisierte er das Pastern, ein demütigendes Aufnahmeritual in österreichischen Fußballvereinen.
Darüber hinaus ist er als Kolumnist für die Tageszeitung Kurier sowie als TV-Experte in der Sendung Sport & Talk im Hangar-7 auf Servus TV tätig.
Sein Sohn Benedict (* 2005) sowie sein Großcousin Daniel Scharner sind ebenfalls Fußballer.

## Erfolge
- 1 × FA Cup: 2013
- 1 × Österreichischer Meister: 2003
- 1 × Österreichischer Cupsieger: 2003
- 1 × Norwegischer Cupsieger: 2004
- 40 Länderspiele für die österreichische Nationalmannschaft 2002–2012